# Communauté de communes du canton de Beynat
La communauté de communes du canton de Beynat est une ancienne communauté de communes française, située dans le département de la Corrèze et la région Nouvelle-Aquitaine.

## Composition
Elle regroupe huit communes :
| Nom            | Code Insee | Gentilé      | Superficie (km2) | Population (dernière pop. légale) | Densité (hab./km2) |
| -------------- | ---------- | ------------ | ---------------- | --------------------------------- | ------------------ |
| Beynat (siège) | 19023      | Beynatois    | 34,84            | 1 285 (2014)                      | 37                 |
| Albignac       | 19003      | Albignacois  | 9,74             | 245 (2014)                        | 25                 |
| Aubazines      | 19013      | Aubazinois   | 14,10            | 912 (2014)                        | 65                 |
| Lanteuil       | 19105      | Lanteuillois | 22,47            | 550 (2014)                        | 24                 |
| Ménoire        | 19132      |              | 6,43             | 107 (2014)                        | 17                 |
| Palazinges     | 19156      | Palazingeois | 5,25             | 138 (2014)                        | 26                 |
| Le Pescher     | 19163      |              | 11,18            | 279 (2014)                        | 25                 |
| Sérilhac       | 19257      | Sérilhacois  | 12,53            | 273 (2014)                        | 22                 |

## Démographie
| 1968  | 1975  | 1982  | 1990  | 1999  | 2009  | 2012  |
| ----- | ----- | ----- | ----- | ----- | ----- | ----- |
| 3 543 | 3 175 | 3 113 | 3 222 | 3 309 | 3 537 | 3 724 |

## Liste des présidents successifs
| Période                                  | Période | Identité      | Étiquette | Qualité                      |
| ---------------------------------------- | ------- | ------------- | --------- | ---------------------------- |
| Les données manquantes sont à compléter. |         |               |           |                              |
| mars 2003                                | 2014    | Pascal Coste  | UMP       | Maire de Beynat (2001-2015)  |
| 2014                                     | 2016    | Alain Simonet |           | Maire d'Albignac depuis 2008 |